# Ecuadoraans voetbalelftal in 1989
Het Ecuadoraans voetbalelftal speelde in totaal veertien officiële interlands in het jaar 1989, waaronder vier duels bij de strijd om de Copa América. De ploeg stond voor het tweede jaar op rij onder leiding van de Montenegrijnse bondscoach Dušan Drašković, de opvolger van de Uruguayaan Luis Grimaldi.

## Balans
| Wedstrijden | Wedstrijden | Wedstrijden | Wedstrijden | Doelpunten | Doelpunten | Doelpunten | Punten |
| Gespeeld    | Winst       | Gelijk      | Verlies     | Voor       | Tegen      | Saldo      | Punten |
| ----------- | ----------- | ----------- | ----------- | ---------- | ---------- | ---------- | ------ |
| 14          | 3           | 5           | 6           | 12         | 16         | –4         | 0.786  |

## Interlands
|                                                       |                 |       |       |                                                                                        |
| 29 januari Vriendschappelijk № 170 «onderlinge duels» | Ecuador         | 1 – 0 | Chili | Estadio Monumental, Guayaquil Toeschouwers: 13.000 Scheidsrechter: Alfredo Rodas (ECU) |
| 29 januari Vriendschappelijk № 170 «onderlinge duels» | Raúl Avilés 41' |       |       | Estadio Monumental, Guayaquil Toeschouwers: 13.000 Scheidsrechter: Alfredo Rodas (ECU) |

|                                                     |                       |       |         |                                                                                             |
| 15 maart Vriendschappelijk № 171 «onderlinge duels» | Brazilië              | 1 – 0 | Ecuador | Estádio José Fragelli, Cuiabá Toeschouwers: 54.815 Scheidsrechter: Dulcídio Boschilla (BRA) |
| 15 maart Vriendschappelijk № 171 «onderlinge duels» | Washington Santos 19' |       |         | Estádio José Fragelli, Cuiabá Toeschouwers: 54.815 Scheidsrechter: Dulcídio Boschilla (BRA) |

|                                                     |                                          |       |                                                  |                                                                                       |
| 13 april Vriendschappelijk № 172 «onderlinge duels» | Ecuador                                  | 2 – 2 | Argentinië                                       | Estadio Monumental, Guayaquil Toeschouwers: 12.000 Scheidsrechter: César Cachay (PER) |
| 13 april Vriendschappelijk № 172 «onderlinge duels» | Raúl Avilés 41' Hamilton Cuvi 58' (pen.) |       | 7' Carlos Alfaro Moreno 35' Carlos Alfaro Moreno | Estadio Monumental, Guayaquil Toeschouwers: 12.000 Scheidsrechter: César Cachay (PER) |

|                                                  |                                                            |       |                 |                                                                                        |
| 3 mei Vriendschappelijk № 173 «onderlinge duels» | Uruguay                                                    | 3 – 1 | Ecuador         | Estadio Centenario, Montevideo Toeschouwers: 15.000 Scheidsrechter: Jorge Romero (ARG) |
| 3 mei Vriendschappelijk № 173 «onderlinge duels» | Sergio Martínez 9' Carlos Aguilera 55' Carlos Aguilera 90' |       | 85' Raúl Avilés | Estadio Centenario, Montevideo Toeschouwers: 15.000 Scheidsrechter: Jorge Romero (ARG) |

|                                                   |                 |       |                        |                                                                                             |
| 23 mei Vriendschappelijk № 174 «onderlinge duels» | Ecuador         | 1 – 1 | Uruguay                | Estadio Olímpico Atahualpa, Quito Toeschouwers: 20.000 Scheidsrechter: Adolfo Quirola (ECU) |
| 23 mei Vriendschappelijk № 174 «onderlinge duels» | Raúl Avilés 58' |       | 90' José Oscar Herrera | Estadio Olímpico Atahualpa, Quito Toeschouwers: 20.000 Scheidsrechter: Adolfo Quirola (ECU) |

|                                              |                     |       |                                              |                                                                                              |
| 20 juni Soccer Bowl № 175 «onderlinge duels» | Ecuador             | 1 – 2 | Peru                                         | Queen's Park Oval, Port of Spain Toeschouwers: onbekend Scheidsrechter: Adolfo Quirola (ECU) |
| 20 juni Soccer Bowl № 175 «onderlinge duels» | Nelson Guerrero 26' |       | 45' (pen.) Jorge Olaechea 58' Franco Navarro | Queen's Park Oval, Port of Spain Toeschouwers: onbekend Scheidsrechter: Adolfo Quirola (ECU) |

| Copa América |
| ------------ |

|                                                      |         |                    |         |                                                                                         |
| 2 juli Copa América Groep B № 176 «onderlinge duels» | Uruguay | 0 – 1              | Ecuador | Estádio Serra Dourada, Goiânia Toeschouwers: 19.000 Scheidsrechter: Carlos Maciel (PAR) |
| 2 juli Copa América Groep B № 176 «onderlinge duels» |         | 88' Hérmen Benítez |         | Estádio Serra Dourada, Goiânia Toeschouwers: 19.000 Scheidsrechter: Carlos Maciel (PAR) |

|                                                      |            |       |         |                                                                                        |
| 4 juli Copa América Groep B № 177 «onderlinge duels» | Argentinië | 0 – 0 | Ecuador | Estádio Serra Dourada, Goiânia Toeschouwers: 12.000 Scheidsrechter: José Ramirez (PER) |
| 4 juli Copa América Groep B № 177 «onderlinge duels» |            |       |         | Estádio Serra Dourada, Goiânia Toeschouwers: 12.000 Scheidsrechter: José Ramirez (PER) |

|                                                      |         |       |         |                                                                                     |
| 6 juli Copa América Groep B № 178 «onderlinge duels» | Ecuador | 0 – 0 | Bolivia | Estádio Serra Dourada, Goiânia Toeschouwers: 3.000 Scheidsrechter: Jesús Díaz (COL) |
| 6 juli Copa América Groep B № 178 «onderlinge duels» |         |       |         | Estádio Serra Dourada, Goiânia Toeschouwers: 3.000 Scheidsrechter: Jesús Díaz (COL) |

|                                                       |                 |       |                                            |                                                                                        |
| 10 juli Copa América Groep B № 179 «onderlinge duels» | Ecuador         | 1 – 2 | Chili                                      | Estádio Serra Dourada, Goiânia Toeschouwers: 2.000 Scheidsrechter: Carlos Maciel (PAR) |
| 10 juli Copa América Groep B № 179 «onderlinge duels» | Raúl Avilés 89' |       | 44' Juvenal Olmos 88' Juan Carlos Letelier | Estádio Serra Dourada, Goiânia Toeschouwers: 2.000 Scheidsrechter: Carlos Maciel (PAR) |

|  |  |  |  |  |  |  |  |  |

|                                                      |                                         |       |         | |
| 20 augustus WK-kwalificatie № 180 «onderlinge duels» | Colombia                                | 2 – 0 | Ecuador | Estadio Metropolitano, Barranquilla Toeschouwers: onbekend Scheidsrechter: Romualdo Arppi Filho (BRA) |
| 20 augustus WK-kwalificatie № 180 «onderlinge duels» | Arnoldo Iguarán 32' Arnoldo Iguarán 72' |       |         | Estadio Metropolitano, Barranquilla Toeschouwers: onbekend Scheidsrechter: Romualdo Arppi Filho (BRA) |

|                                                      |         |       |          |                                                                                           |
| 3 september WK-kwalificatie № 181 «onderlinge duels» | Ecuador | 0 – 0 | Colombia | Estadio Monumental, Guayaquil Toeschouwers: 25.430 Scheidsrechter: Ricardo Calabria (ARG) |
| 3 september WK-kwalificatie № 181 «onderlinge duels» |         |       |          | Estadio Monumental, Guayaquil Toeschouwers: 25.430 Scheidsrechter: Ricardo Calabria (ARG) |

|                                                       |                                         |       |                 |                                                                                                |
| 10 september WK-kwalificatie № 182 «onderlinge duels» | Paraguay                                | 2 – 1 | Ecuador         | Estadio Defensores del Chaco, Asunción Toeschouwers: 60.000 Scheidsrechter: José Ramírez (PER) |
| 10 september WK-kwalificatie № 182 «onderlinge duels» | Roberto Cabañas 36' Javier Ferreira 67' |       | 84' Raúl Avilés | Estadio Defensores del Chaco, Asunción Toeschouwers: 60.000 Scheidsrechter: José Ramírez (PER) |

|                                                       |                                                       |       |                   |                                                                                         |
| 24 september WK-kwalificatie № 183 «onderlinge duels» | Ecuador                                               | 3 – 1 | Paraguay          | Estadio Monumental, Guayaquil Toeschouwers: 18.000 Scheidsrechter: Arnaldo Coelho (BRA) |
| 24 september WK-kwalificatie № 183 «onderlinge duels» | Álex Aguinaga 26' Pietro Marsetti 72' Raúl Avilés 82' |       | 18' Gustavo Neffa | Estadio Monumental, Guayaquil Toeschouwers: 18.000 Scheidsrechter: Arnaldo Coelho (BRA) |

## Statistieken
| Carlos Luis Morales | 1965-06-12 | Barcelona SC      | 12 | 0 | 0 | ?  | ? |
| Víctor Mendoza      | 1961-08-24 | Barcelona SC      | 2  | 0 | 0 | 2  | 0 |
| Verdediging         |            |                   |    |   |   |    |   |
| Hólger Quiñónez     | 1962-08-18 | Barcelona SC      | 14 | 0 | 0 | ?  | 0 |
| Luis Capurro        | 1961-05-01 | CD Filanbanco     | 13 | 0 | 0 | 32 | 0 |
| Wilson Macías       | 1965-09-30 | Barcelona SC      | 12 | 0 | 0 | ?  | ? |
| Jimmy Izquierdo     | 1962-05-28 | Barcelona SC      | 8  | 0 | 0 | ?  | ? |
| Claudio Alcivar     | 1966-07-15 | Barcelona SC      | 4  | 2 | 0 | ?  | ? |
| Freddy Bravo        | 1962-04-12 | CD Filanbanco     | 2  | 0 | 0 | 2  | 0 |
| Jimmy Montanero     | 1960-08-24 | Barcelona SC      | 0  | 3 | 0 | ?  | ? |
| Middenveld          |            |                   |    |   |   |    |   |
| Kléber Fajardo      | 1965-01-04 | Club Sport Emelec | 14 | 0 | 0 | ?  | ? |
| Álex Aguinaga       | 1968-07-09 | Deportivo Quito   | 11 | 0 | 1 | 26 | 5 |
| Byron Tenorio       | 1966-06-14 | CD El Nacional    | 10 | 2 | 0 | ?  | ? |
| Julio César Rosero  | 1964-06-11 | Barcelona SC      | 8  | 3 | 0 | 11 | 0 |
| Pietro Marsetti     | 1964-11-21 | LDU Quito         | 6  | 3 | 1 | ?  | ? |
| Wilfrido Verduga    | 1964-01-19 | Club Sport Emelec | 3  | 3 | 0 | 8  | 0 |
| Tulio Quinteros     | 1963-05-04 | Barcelona SC      | 3  | 2 | 0 | 14 | 0 |
| Hermen Benítez      | 1961-05-04 | CD El Nacional    | 2  | 6 | 1 | 19 | 6 |
| José Minda          | 1961-11-10 | Club Sport Emelec | 0  | 1 | 0 | ?  | ? |
| Jesús Cardenas      | 1959-04-04 | Club Sport Emelec | 0  | 1 | 0 | ?  | ? |
| Aanval              |            |                   |    |   |   |    |   |
| Raúl Avilés         | 1964-02-17 | Club Sport Emelec | 13 | 1 | 7 | ?  | ? |
| Hamilton Cuvi       | 1960-05-08 | CD Filanbanco     | 11 | 2 | 1 | 45 | 6 |
| Carlos Muñoz        | 1964-11-13 | CD Filanbanco     | 3  | 4 | 0 | ?  | ? |
| Nelson Guerrero     | 1962-09-12 | SD Aucas          | 3  | 3 | 1 | ?  | ? |

FEF · A-internationals · Bondscoaches · Selecties · Statistieken · Ecuadoraans vrouwenelftal · Olympisch elftal · Ecuador U21 · Ecuador U20 · Ecuador U18 · Ecuador U17
1938 – 1949 ·
1950 – 1959 ·
1960 – 1969 ·
1970 – 1979 ·
1980 – 1989 ·
1990 – 1999 ·
2000 – 2009 ·
2010 – 2019 ·
2020 − 2029
WK 2002 · 
WK 2006 · 
WK 2014
1938 · 
1939 · 
1940 · 
1941 · 
1942 · 
1943 · 1944 · 
1945 · 
1946 · 
1947 · 
1948 · 
1949 · 
1950 · 1951 · 1952 · 
1953 · 
1954 · 
1955 · 
1956 · 
1957 · 
1958 · 
1959 · 
1960 · 
1961 · 1962 · 
1963 · 
1964 · 
1965 · 
1966 · 
1967 · 1968 · 
1969 · 
1970 · 
1971 · 
1972 · 
1973 · 
1974 · 
1975 · 
1976 · 
1977 · 
1978 · 
1979 · 
1980 · 
1981 · 
1982 · 
1983 · 
1984 · 
1985 · 
1986 · 
1987 · 
1988 · 
1989 · 
1990 · 
1991 · 
1992 · 
1993 · 
1994 · 
1995 · 
1996 · 
1997 · 
1998 · 
1999 · 
2000 · 
2001 · 
2002 · 
2003 · 
2004 · 
2005 · 
2006 · 
2007 · 
2008 · 
2009 · 
2010 · 
2011 · 
2012 · 
2013 · 
2014 · 
2015 · 
2016 · 
2017 ·
2018 ·
2019 ·
2020 ·
2021 ·
2022
Argentinië ·
Armenië ·
Australië ·
Bolivia · 
Brazilië ·
Bulgarije ·
Canada ·
Chili ·
Colombia ·
Costa Rica ·
Cuba ·
Denemarken ·
DDR ·
Duitsland ·
El Salvador ·
Engeland ·
Estland ·
Finland ·
Frankrijk ·
Griekenland ·
Guatemala ·
Haïti ·
Honduras ·
Ierland ·
Irak ·
Iran ·
Italië ·
Jamaica ·
Japan ·
Joegoslavië ·
Jordanië ·
Kaapverdië ·
Koeweit ·
Kroatië · 
Libanon ·
Mexico ·
Nederland ·
Nigeria ·
Noord-Macedonië ·
Oeganda ·
Oman ·
Panama ·
Paraguay ·
Peru ·
Polen ·
Portugal ·
Qatar ·
Roemenië ·
Saoedi-Arabië ·
Schotland ·
Senegal ·
Spanje ·
Trinidad en Tobago ·
Turkije · 
Uruguay ·
Venezuela ·
Verenigde Staten ·
Wit-Rusland ·
Zambia ·
Zuid-Afrika ·
Zuid-Korea ·
Zweden ·
Zwitserland
Costa Rica (2006) · 
Duitsland (2006) · 
Engeland (2006) · 
Frankrijk (2014) · 
Honduras (2014) · 
Nederland (2022) · 
Polen (2006) · 
Qatar (2022) · 
Zwitserland (2014)